# Santa Maria (Rio Grande do Norte)
Santa Maria este un oraș în Rio Grande do Norte (RN), Brazilia.